# 미르코 그라보바츠
미르코 그라보바츠(크로아티아어: Mirko Grabovac, 1971년 9월 19일 ~ )는 크로아티아의 전직 축구 선수로 포지션은 공격수이다. 2001년부터 2008년까지 싱가포르 국적을 소유했다.

## 경력
1993년부터 1999년까지 NK 프리모라츠 1929, HNK 자발리아, NK 자다르 소속으로 활동하다가 1999년에 싱가포르의 축구 클럽인 싱가포르 암드 포스(현재의 워리어스)로 자리를 옮겼다. 1999년부터 2002년까지 4회 연속으로 S리그(현재의 싱가포르 프리미어리그) 시즌 득점왕을 수상했고 2000년에는 S리그 올해의 선수로 선정되는 영예를 안았다. 싱가포르 암드 포스 소속으로 있던 동안에는 팀의 S리그 2회 우승, 싱가포르컵 1회 우승에 기여했다.
2001년부터 2008년까지 싱가포르 축구 국가대표팀 선수로 활동하면서 12경기에 출전했다. 2004년에 탬피니스 로버스 소속으로 뛰었고 2005년에는 S리그 시즌 득점왕에 올랐다. 탬피니스 로버스 소속으로 있던 동아에는 팀의 S리그 2회 우승, 싱가포르컵 1회 우승에 기여했다. 2008년에 현역 은퇴할 때까지 S리그에서 244골을 기록했다.
2009년에 크로아티아의 축구 클럽인 NK 모소르의 감독을 맡았다가 같은 해부터 2013년까지 NK 이모츠키의 감독을 맡았다. 2013년부터 2017년까지 NK 모소르의 감독을 맡았다. 2018년에는 싱가포르의 축구 클럽인 워리어스의 감독을 맡았으나 워리어스가 2018 싱가포르 프리미어리그 시즌에서 5위에 그치자 사임했다.